# Szarvas (település)

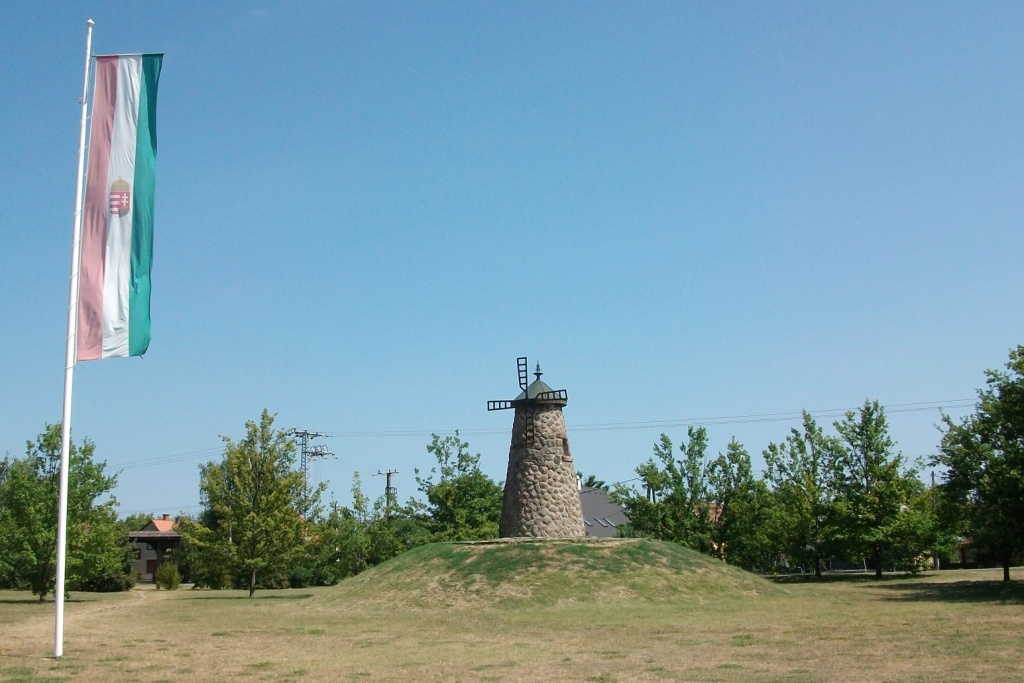
Magyarország földrajzi középpontja a Trianoni békeszerződés előtt

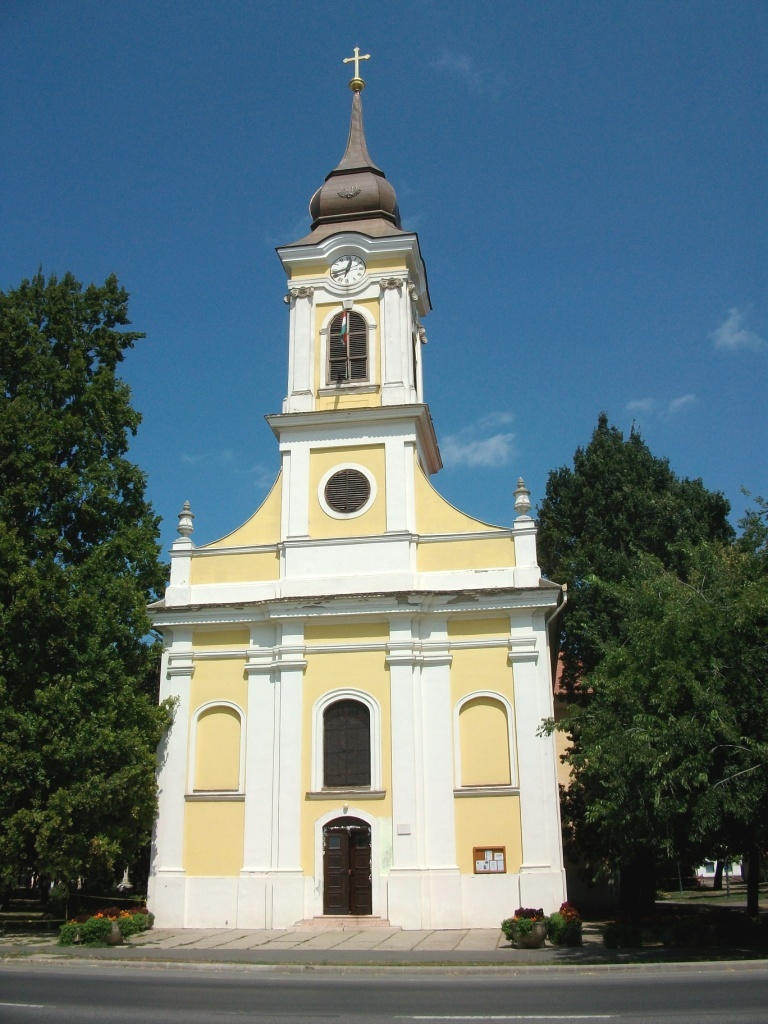
Római katolikus templom

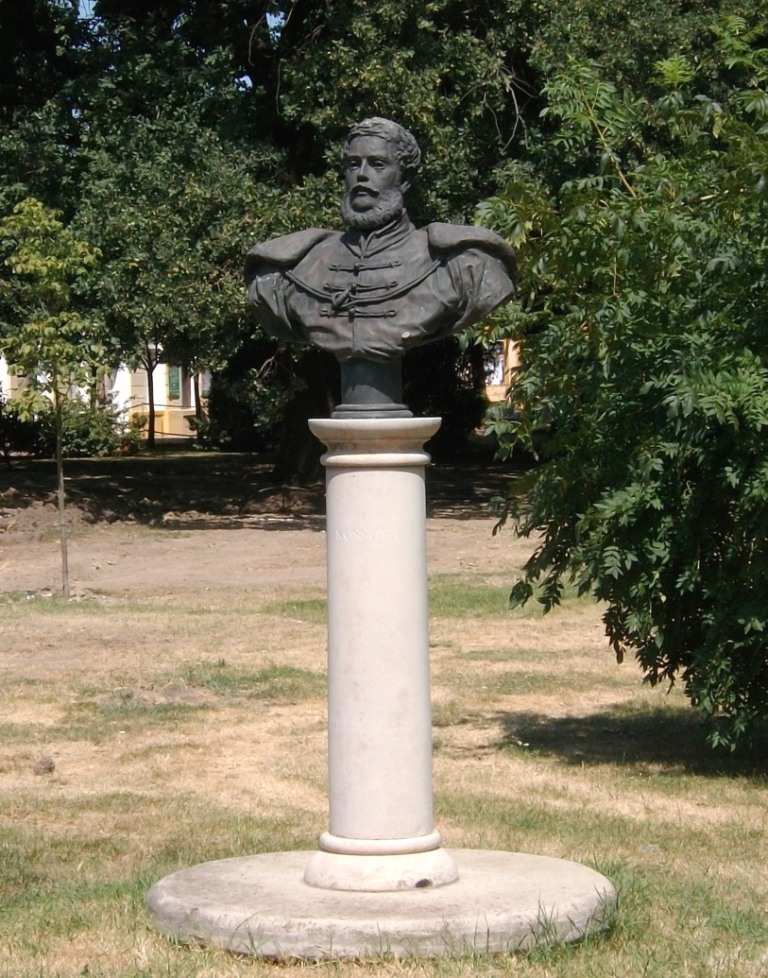
Kossuth Lajos szobra

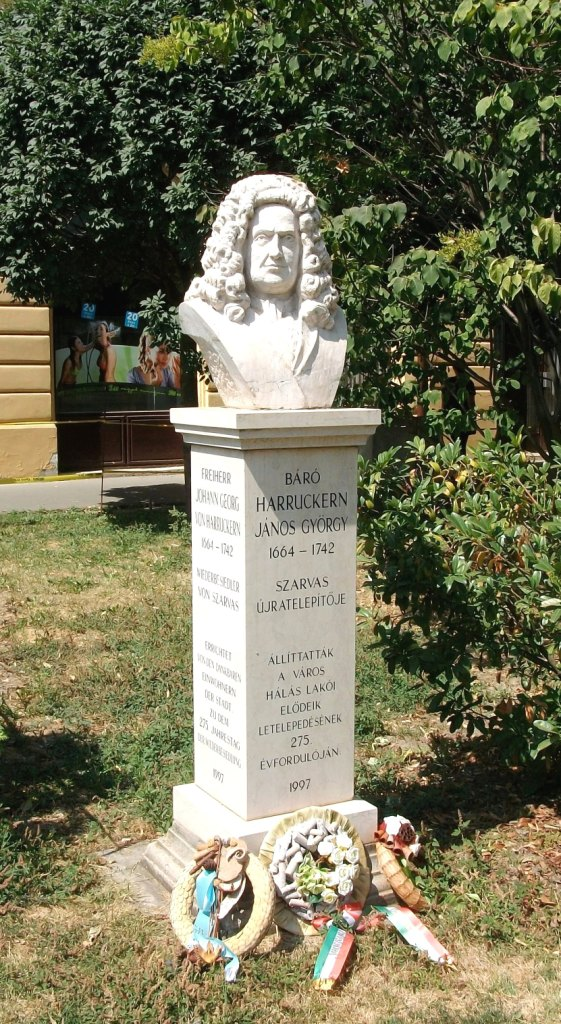
A várost újratelepítő Harruckern János György szobra

Szarvas (szlovákul Sarvaš) város Békés vármegyében, a Szarvasi járás központja.

## Fekvése
Békéscsabától 47 kilométerre, a Hármas-Körös holtágának partján (kákafoki holtág) fekszik. Közigazgatási területén van a Magyar Királyság (történelmi Magyarország) földrajzi középpontja, amelyet emlékmű jelöl a holt-Körös partján.
A szomszédos települések: észak felől Mezőtúr, északkelet felől Gyomaendrőd, kelet felől Örménykút, délkelet felől Kardos és Csabacsűd, dél felől Eperjes, délnyugat felől Szentes, nyugat felől pedig Békésszentandrás.

### Megközelítése
A város közúton legegyszerűbben a 44-es főúton közelíthető meg, Kecskemét és az ország nyugatabbi tájegységei, illetve Békéscsaba felől is. Gyomaendrőddel a 443-as főút, Szentessel a 4401-es, Orosházával a 4404-es, Mezőtúrral a 4631-es, Mezőberénnyel pedig a 4641-es út köti össze.
A 2019 októberében átadott M44-es autóút a várostól délre halad el, az itteni fel- és lehajtási lehetőség a 4401-es, szentesi úton épült ki.
Vonattal a város a MÁV 125-ös számú Mezőtúr–Orosháza–Mezőhegyes–Battonya-vasútvonalán érhető el. A vonalnak három megállási pontja van itt: Mezőtúr vasútállomás felől sorrendben előbb Halászlak megállóhely az északi külterületen, nem messze a Hármas-Körös árvízvédelmi töltésétől, utána Szarvas vasútállomás, a belváros keleti részén, végül Sirató megállóhely a várostól keletre, Ezüstszőlők nevű külterületi városrész déli részén. A városi vasútállomást a 46 351-es számú mellékút (Állomás utca) szolgálja ki, a két megállóhely csak önkormányzati utakon érhető el.

## Története
A környék már az őskor óta lakott. A népvándorlás korából fontos avar leletek maradtak fenn.

### Kezdetek
Először Anonymus említi, Szarvashalom néven. 
A tatárjárás előtt a (Székes)Fehérvárról, illetőleg Csepel-szigetről, Csongrád, Bődi-rév, Szentes és Mező-Túr irányába, a Biharra vezető nagy országút e Szarvashalomnál ment át a Körösön, s azért a névtelen író a Bihar ostromára induló magyarokat is a »Mons Cervinus«, Szarvashalom mellett úsztatja át a Körösön.
A névtelen író feltűnő magasságánál fogva a halmot Monsnak, azaz hegynek nevezi.
Időnként, pl. az 1290-ben előforduló Szarvashalom alatt nem ezt a települést, hanem a Szolnoktól északnyugatra, Újszász mellett esőt kell érteni.
Jóval később e szarvas-halom mellett egy kis község keletkezett. Nem lehet pontosan megállapítani a régi Szarvas keletkezésének idejét, azonban bizonyos körülmények valószínűsítik a 13. század utolsó évtizedeit, amikor már állandósulni kezdett a település.
A hajdani Árpád-kori falu létét feljegyzés tanúsítja, amikor IV. (Kun) László két alkalommal is felüttette királyi sátorát a szarvasi halmon: 1284 októberében és decemberben. E halmon kelt azon két oklevele, melyeket a Fejér codex diplom. V. 3. 254 és IX. 2. 270. közöl. Ezen időszakból fennmaradt írásos dokumentumok azonban alig tartalmaznak a település történetére vonatkozó egyéb adatot, mint az Ábránfy-, Maróthy-, Szilágyi-, Veér- és más családok birtokviszályaira vonatkozókat.
1461-ben az Ábránfyak tulajdonolták, amikor már Szarvasnak írják, de 1469-ben újra Szarvashalomnak. Magának a községnek nagyon csekély határa volt, s így nem valami sokat ért, de jövedelmezővé tette réve a Körösön, mely már 1469-ben létezett. Ugyancsak ez évben a kis község négy (föld)birtokos között oszlott meg, így aztán nem volt nehéz a 15. század egyik pénzes emberének, muronyi Veér Andrásnak 1471-ben az egészet megszereznie, legalábbis zálogjogon.

### Török kor
Az 1552-64. évi összeírások szerint Szarvasnak egynegyed része volt a Veér családé, a többi háromnegyed részen az Abránffy-örökösök osztoztak, s mivel a Veérek itt levő birtoka szintén két részre oszlott, volt eset rá, hogy Szarvas nyolc földesúr közt oszlott meg.
Szarvas lakosai 
- 1552-ben hat;
- 1553-ban hét;
- 1556-ban 10;
- 1560-ban 12;
- 1562-ben 19;
- 1564-ben 16 kapu után fizettek adót.[3]

1562-ben 13 itt lakó jobbágynak (férfi) volt vetése. A következő évben is csak 13 jobbágycsaládot írtak itt össze. A lakosok Demjén, Dóczi, Fekete, Fodor, Boldizsár, Nagy, Tót és Busi családneveket viseltek. 1557-ben a község mindössze 12 házból állt.
Nem tudjuk pontosan, mikor került török kézre, valószínűleg Gyula eleste (1566) után. A török hódoltság idején Cserkesz Omer, későbbi gyulai szandzsákbég, mivel a Gyula és Szolnok közötti út védelmére nagyon alkalmas pontnak találta a szarvasi nagy halmot, 1589 előtt hatalmas palánkvárat építtetett belőle. A halom négy földbástya megépítésére éppen elégséges földet adott, a Körös pedig a bástya mellett levő várárokba bőségesen ontotta a vizet.
1595-ben a keresztények elfoglalták és szétrombolták, 1646 után a törökök újra felépítették, s védelme alatt a Körösön egy hidat is készítettek. 1685 vagy '86-ban a keresztények újra elfoglalták, de a vár és a település elpusztult, a környék teljesen kihalt.

### 18. század
1710-ben Rákóczi hadvezére, Károlyi Sándor, újra fel akarta építtetni a várat, ám ez már nem valósult meg.
A település újabb történelme 1720-tól számítható, amikor a területet sok más birtokkal együtt báró Harruckern János György kapta, mint Öcsödhöz tartozó pusztát. Ő főként felvidéki jobbágyokat telepített ide, 1722-ben benépesült a hely. Az első betelepülő Valentik Pál volt, akit régebbi lakóhelyéről Osztroluczkának neveztek el. Az első évben letelepültek száma mintegy 300-at tett ki.
Harruckern János György pedig annyira megszerette az új községet, hogy mindjárt 1723-ban vásárjogot szerzett számára, s így Szarvas a mezővárosok sorába lépett.
Szerencséje volt az új városnak, hogy a régi, kis szarvasi határ nem volt megállapítható. Ennek következtében a gyulai uradalom mindjárt a letelepüléskor átadott a lakosoknak két hatalmas pusztát: a kákait és a halásztelkit. Ugyanakkor a régi Décse falu határából egy részt Szarvashoz csatoltak.
1726-ban a décsei pusztának azon részét, melyet ez időtájban Nagy-Décsének kezdtek nevezni, egészen a szarvasi lakosok kapták meg. Mikor ez sem volt elég, Harruckern Ferenc 1751-ben átadta a lakosoknak a kis-décsei pusztának is felét, 1754-ben pedig a hatalmas kondorosi pusztának felét. Sőt, hogy juhaiknak alkalmas legelőjük legyen, 1765-ben a Szarvastól észak-keletre, s mintegy négy mérföldnyi távolságra eső csejti puszta bérletével is őket boldogította. Ezenkívül határperek segítségével is szerzett a gyulai uradalom Szarvas város számát egy kis területet. 1746-ban a túriaktól hosszú (10 évi) per után megkapták a régi Körös meder jobb oldalán levő földet. Ugyanekkor a kákai puszta és Szentandrás közt is felállították közmegegyezéssel biztos határjeleket. Nemsokára a halásztelki pusztán keveredett a város új határperbe a túri lakosokkal és birtokosokkal. Végre 1772-ben itt is úgy egyeztek ki, hogy Szarvas inkább nyert rajta.
1773-ban már 337 telkes jobbágy; 326 házas zsellér; 304 házatlan zsellér; 50 iparos- és két kereskedőcsalád, vagyis mintegy 5095 ember lakta.
```
SZARVAS: Elegyes Mezőváros Békés Várm. földes Urai B. Haruker’ Maradékjai, és Gróf Keglevits Uraság, lakosai katolikusok, és evangelikusok, fekszik Körösvize mellett, Nagyváradhoz 8 mértföldnyire. Hajdan nevezetesítette vóltt erőssége; most Tiszt. Thesedik Úrnak szorgalmatossága által épűlő gazdáskodást öregbítő Oskolája. Határja jól termő, legelője, Csejt, és Kondoros pusztákon elég, egy részét néha az áradás rongállya; fája, nádgya nints elég; piatza távol esik.
 
(
Vályi András
: 
Magyar országnak leírása
 3. kötet, 
1796
–
1799
)
```

### 19. század
Nagyban előmozdította Szarvas fejlődését először az, hogy 1801-ben a Körösön hidat építettek, majd 1834-ben a békési ág. ev. esperesség gimnáziuma ide költözött át. Szarvas város földesurai, kivált gróf Batthyányi László, a társadalmi élet terén is hathatósan működtek Szarvas felvirágoztatásán. A Schröffl család kihalva, birtokrésze a gróf Mitrovszky és gróf Eszterházy családokra szállt, s ennek révén ők is Szarvas város földesuraivá lettek.
A 18–19. század fordulóján Tessedik Sámuel megalapította Európa első gazdasági (akkori nevén szorgalmatossági) iskoláját a városban. A nagy tudású lelkész felvirágoztatta a fiatal mezővárost, kidolgozta többek között a szikesek megjavításának módszerét, megismertette a város lakóival a kor legkorszerűbb földművelési technikáit is. Kiemelkedően fontos szerepet töltött be a településen a gróf Bolza család. Kastélyokat varázsoltak a Körös partjára, felépítették a szárazmalmot, létrehozták az Anna-ligetet, majd a Bolza Józsefről elnevezett Pepi-kertet, mai nevén a Szarvasi Arborétumot, ami manapság is Szarvas legcsodálatosabb és legismertebb látványossága. 1847-től a megye első nyomdája is itt működött.
1848-ban történt Szarvas közigazgatási újjászervezése, aminek során rövid időre rendezett tanácsú várossá lett. A szabadságharcban részt vett szarvasi honvédek száma egy 1849. december 4-i hivatalos kimutatás szerint 357 fő volt, de rajtuk kívül voltak még, akik a szabadcsapatokba vagy a nemzetőrök közé álltak.
A kiegyezés után, 1872-ben, Szarvas elveszítette városi rangját, és csak 1966-ban kapta vissza. Az 1880–1893 közötti vasútépítés során csak szárnyvonalat kapott a település.
A szarvasi házak száma:
- 1827-ben: 1611;
- 1850-ben: 1849
- 1899-ben: 4361.

A lakosság száma:
- 1827-ben: 14 131 fő
- 1850-ben: 17 530 fő
- 1890-ben: 24 393 fő. Ebből 13,5 ezer tót (szlovák) nyelvű, 10,7 ezer magyar nyelvű, a maradék német, oláh (román) és egyéb nyelvű volt.[3]

### 20-21. század
Az első világháborúban a hivatalos adatok szerint 1153 szarvasi halt hősi halált. Emléküket hirdeti vitéz Székely Károly márványból és bronzból készült alkotása, az 1927. augusztus 28-án felavatott hősi emlékmű. A háború után bekövetkezett országos felfordulás súlyosan éreztette hatását.
1919 áprilisának végén, amikor a román megszállás már küszöbön állott, a menekülő Direktórium nagyobb mennyiségű élelmiszert, pénzt, ékszert, részvényeket, betéteket vitt magával; csupa olyan dolgot, amikre a községnek akkor a legnagyobb szüksége lett volna. A kétségbeesett lakosság akkor felszabadítóként üdvözölte az 1919. április 28-án bevonuló románokat, nem sejtve, hogy az 1920. március 2-ig tartó megszállást leggyötrelmesebb emlékei közé fogja majd sorolni.
A második világháború után az oktatás vált a település életének legfontosabb tényezőjévé, Szarvas ma fontos iskolaváros, a megye egyik kulturális központja. 2010. július 14. és 18. között itt rendezték meg a 8. Szélrózsa Országos Evangélikus Ifjúsági Találkozót.
Szarvas mellett található a Szarvasi Nemzetközi Zsidó Ifjúsági tábor létesítménye, amely 1990 óta évente ad otthont a JDC és a Lauder alapítvány rendezvényeinek.

## Politikai élete

### Polgármesterei
| Terminus  | Név                | Jelölő szervezet          |  |
| --------- | ------------------ | ------------------------- |  |
| 1990–1994 | Dr. Demeter László | nem ismert                |  |
| 1994–1998 | Dr. Demeter László | Fidesz-FKgP-KDNP-MDF      |  |
| 1998–2002 | Babák Mihály       | Fidesz-FKgP               |  |
| 2002–2006 | Babák Mihály       | Fidesz-MDF                |  |
| 2006–2010 | Babák Mihály       | Fidesz-FKgP-Nemzeti Fórum |  |
| 2010–2014 | Babák Mihály       | Fidesz                    |  |
| 2014–2019 | Babák Mihály       | Fidesz-KDNP               |  |
| 2019–2024 | Babák Mihály       | Fidesz-KDNP               |  |
| 2024–     | Hodálik Pál        | Fidesz-KDNP               |  |

### Önkormányzata

#### A 2014–2019-es ciklusban
A képviselő-testület 12 tagja közül a 2014-es önkormányzati választás eredményeként 8 fő a Fidesz-KDNP színeiben, 1-1 fő MSZP-s, illetve jobbikos jelöltként, a fennmaradó 2 fő pedig a Nagycsaládosok Szarvasi Egyesülete (NACSE) nevű helyi civil szervezet jelöltjeként jutott mandátumhoz. A 8 választókerületben a Babák Mihály által támogatott 8 Fidesz-KDNP-s jelöltből 7 nyert, egyedül a 3. számú egyéni választókerületben nyert a NACSE jelöltje.
| A jelölt neve        | A jelölő párt(ok) | Egyéni választókerülete |
| -------------------- | ----------------- | ----------------------- |
| Giricz Katalin       | Fidesz-KDNP       | 01                      |
| Lohr Gyula József    | Fidesz-KDNP       | 02                      |
| Dobruczky Zsolt      | NACSE             | 03                      |
| Kiss Attila          | Fidesz-KDNP       | 04                      |
| Lázár Zsolt          | Fidesz-KDNP       | 05                      |
| Molnár Istvánné      | Fidesz-KDNP       | 06                      |
| Hodálik Pál          | Fidesz-KDNP       | 07                      |
| Dernovics László     | Fidesz-KDNP       | 08                      |
| Földesi Lajos Zoltán | MSZP              | Kompenzációs lista      |
| Gajdos Attila        | Jobbik            | Kompenzációs lista      |
| Gombár Györgyné      | NACSE             | Kompenzációs lista      |

### Szarvas képviselete az Országgyűlésben
Szarvas képviselője az Országgyűlésben, a 2014-es országgyűlési választás óta Dankó Béla. Abban az évben a szarvasi választókerület (a korábbi Békés megyei 5. számú országgyűlési egyéni választókerület) az új választási törvény értelmében egyesült Békés város és környéke választókerületével, így létrehozva a Békés megyei 2. sz. országgyűlési egyéni választókerületet. Így Szarvas elvesztette saját önálló képviseletét az Országgyűlésben, és azóta Békés város környékével közösen alkot egy választókerületet. Az új választókerület képviselője az a Dankó Béla lett, aki azelőtt Békés város képviselője volt a magyar parlamentben.

### A 2024-es önkormányzati választás eredménye
- A polgármester-választás eredménye[14]

| Jelölt neve        | Jelölő szervezet(ek) | Jelölő szervezet(ek) | Szavazatok száma | Szavazatok aránya |
| ------------------ | -------------------- | -------------------- | ---------------- | ----------------- |
| Hodálik Pál        |                      | Fidesz – KDNP        | 3072             | 43,85%            |
| Dr.Lesfalvi Balázs |                      | Független            | 2838             | 40,51%            |
| Kovács Mátyás      |                      | You-Klub             | 453              | 6,47%             |
| Gajdos Attila      |                      | Független            | 356              | 5,08%             |
| Regős Mátyás       |                      | MMN                  | 286              | 4,08%             |
| Összesen           |                      |                      | 7005             | 100%              |

- A képviselőtestület-választás eredménye[15]

| Párt | Párt          | Mandátumok | Képviselő-testület | Képviselő-testület | Képviselő-testület | Képviselő-testület | Képviselő-testület | Képviselő-testület | Képviselő-testület | Képviselő-testület | Képviselő-testület | Képviselő-testület | Képviselő-testület | Képviselő-testület |
| ---- | ------------- | ---------- | ------------------ | ------------------ | ------------------ | ------------------ | ------------------ | ------------------ | ------------------ | ------------------ | ------------------ | ------------------ | ------------------ | ------------------ |
|      | Fidesz – KDNP | 8          | P                  |                    |                    |                    |                    |                    |                    |                    |                    |                    |                    |                    |
|      | Független     | 2          |                    |                    |                    |                    |                    |                    |                    |                    |                    |                    |                    |                    |
|      | You-Klub      | 2          |                    |                    |                    |                    |                    |                    |                    |                    |                    |                    |                    |                    |

## Népesség
A település népességének változása:
| Lakosok száma | 16 795 | 16 546 | 15 565 | 15 248 | 14 473 | 14 428 | 14 464 |
|               | 2013   | 2014   | 2018   | 2021   | 2022   | 2023   | 2024   |

2001-ben a város lakosságának 89%-a magyar, 8%-a szlovák, 2%-a cigány és 1%-a egyéb (főleg német, román és szlovén) nemzetiségűnek vallotta magát.
A 2011-es népszámlálás során a lakosok 84,5%-a magyarnak, 10,7% szlováknak, 2,9% cigánynak, 0,4% németnek, 0,2% románnak mondta magát (15,4% nem nyilatkozott; a kettős identitások miatt a végösszeg nagyobb lehet 100%-nál). A vallási megoszlás a következő volt: evangélikus 26,7%, római katolikus 15,3%, református 4,2%, görögkatolikus 0,2%, felekezeten kívüli 25,3% (27,1% nem nyilatkozott).
2022-ben a lakosság 90,8%-a vallotta magát magyarnak, 5,5% szlováknak, 2,6% cigánynak, 0,3% németnek, 0,2% románnak, 0,1% ruszinnak, 0,1% szerbnek,  ukránnak, 2,7% egyéb, nem hazai nemzetiségűnek (9% nem nyilatkozott; a kettős identitások miatt a végösszeg nagyobb lehet 100%-nál). Vallásuk szerint 23,4% volt evangélikus, 12,7% római katolikus, 3,8% reformátusnak, 0,8% egyéb keresztény, 1,1% egyéb katolikus, 0,2% görög katolikus, 20,4% felekezeten kívüli (37,3% nem válaszolt).

## Látnivalók
- Szarvasi Arborétum – Pepi-kert
  - Mini Magyarország (makettpark)
- Szarvasi „Katalin II.” sétahajó
- Erzsébet-liget, salakmentes teniszpályáival
- Bolza-kastély
- Csáky-kastély
- Mitrovszky-kastély
- Evangélikus Ótemplom
- Evangélikus Újtemplom
- Ruzicskay György Alkotóház
- Szárazmalom
- Szlovák Tájház
- Tessedik Sámuel Múzeum és Könyvtár
- Szarvasi Gyógyfürdő
- Szarvasi Vízi Színház a Holt-Körös partján

## Oktatás

### Felsőoktatás
- Szent István Egyetem – Öntözési és Vízgazdálkodási Intézet
- Gál Ferenc Főiskola – Pedagógiai Kar

## Sportélete
A Szarvasi FC labdarúgó-csapata a Békés vármegyei I. osztályban szerepel.

## Híres szarvasiak
- Itt született 1789-ben Boczkó Dániel kormánybiztos († 1870).
- Itt halt meg 1820-ban Tessedik Sámuel.
- Itt született 1829. október 1-jén Lehóczky József 1848-as honvéd hadnagy, káplán, plébános
- Itt halt meg 1846-ban Vajda Péter költő, pedagógus és természettudós.
- Itt született 1851-ben dr. Réthy László etnográfus, az MTA tagja (†1914).
- Itt tanított Ballagi Mór teológus, nyelvész, az MTA tagja.
- Itt született 1852-ben Chován Kálmán zongorapedagógus, 1889–1916 között Erkel Ferenc utódaként a Zeneakadémia tanára, 1891-től a zongoratanárképző vezetője (†1928).
- Itt született 1860-ban dr. Haviár Gyula királyi közjegyző (†1937).
- Itt született 1861-ben Mohr Mihály orvosdoktor, kórházi szemész főorvos, egyetemi magántanár.
- Itt született 1863-ban Szendy Árpád zongoraművész és -tanár (†1922).
- Itt született 1877-ben Elfer Aladár magyar belgyógyász, orvosi szakíró (†1944).
- Itt született 1885-ben Székely Mihály, a magyar aviatika úttörője (†1959).
- Itt született 1886-ban Bajcsy-Zsilinszky Endre magyar politikus, újságíró (†1944).
- Itt született 1896-ban Ruzicskay György Munkácsy Mihály-díjas festőművész, érdemes és kiváló művész (†1993).
- Itt született 1897-ben Lengyel Béla altábornagy, katonatiszt, a varsói felkelés idején a Varsó mellett állomásozó II. magyar tartalékhadtest parancsnoka (†1988).
- Itt érettségizett 1898-ban Milan Rastislav Štefánik, Csehszlovákia egyik alapítója (†1919).
- Itt született 1902-ben Orosz Iván lapszerkesztő, költő, novellista (†1974).
- Itt született 1907-ben Levius Ernő kísérleti fizikus, fizika-matematika szakos tanár, (Bay Zoltán munkatársa), aki Vermes Miklóssal együtt a Fasori evangélikus gimnáziumban tanított. 1963-ban az Eötvös Loránd Fizikai Társulattól Mikola Sándor-díjat kapott (†1993).
- Itt született 1922-ben Mauthner Anna brácsaművész.
- Itt halt meg 1923-ban Benka Gyula tanár, pedagógiai író, újságíró.
- Itt született 1923-ban Melis György, az operaház magánénekese, Liszt Ferenc-díjas, háromszoros Kossuth-díjas, kiváló művész.
- Itt született 1933-ban dr. Misur György diplomata, római nagykövet
- Itt született 1938-ban Janurik Tamás nyelvész, informatikus, főiskolai tanár, professor emeritus.
- Itt született 1939-ben dr. Dankó László római katolikus pap, kalocsai érsek (1987–1999).
- Itt született 1946-ban dr. Lustyik György fizikus, kandidátus, Ph.D, kutató, az MTA Biofizikai Bizottságának tagja.
- Itt született 1946-ban dr. Borgulya István, Ph.D, matematikus, informatikus.
- Itt született 1966-ban Ágoston Béla zenész a Zuboly együttes alapítója
- Itt halt meg 1974-ben Czipri Éva költő.
- Itt született 1974-ben Novodomszky Éva műsorvezető.
- Itt született 1978-ban Fekete Linda színésznő, énekesnő
- Itt született 1978-ban Hámori Gabriella Jászai Mari-díjas színésznő
- Itt született 1978-ban Jurák Andrea kétszeres paralimpiai ezüstérmes vívó
- Itt született Hegedűs Tünde képzőművész  .
- Itt élt és dolgozott Fekete János Széchenyi-díjas közgazdász, a Magyar Nemzeti Bank elnökhelyettese, volt országgyűlési képviselő.

## Média

### Folyóirat
- Szarvasi KRÓNIKA – Közművelődési és helytörténeti periodika
- Szarvas és Vidéke Hetilap
- Szarvasi Hét Hetilap
- Newjság online hírportál

### Televízió
- Körös TV Archiválva 2007. december 29-i dátummal a Wayback Machine-ben
- Videokrónika
- Szarvasi Televízió[19]

### Rádió
- Rádió Szarvas – FM 105.4 MHz

## Testvérvárosai
- Poprád, Felvidék (Szlovákia) (1980)
- Szentegyháza, Erdély (Románia) (1994)
- Barót, Erdély (Románia) (1997)
- Malacka, Felvidék (Szlovákia) (2000)
- Vuhszi, Kína (2009)[20]
- Szilágysomlyó,Erdély (Románia)
- Keuruu, Finnország (1983)
- Bucine, Olaszország (2012)

## Képgaléria

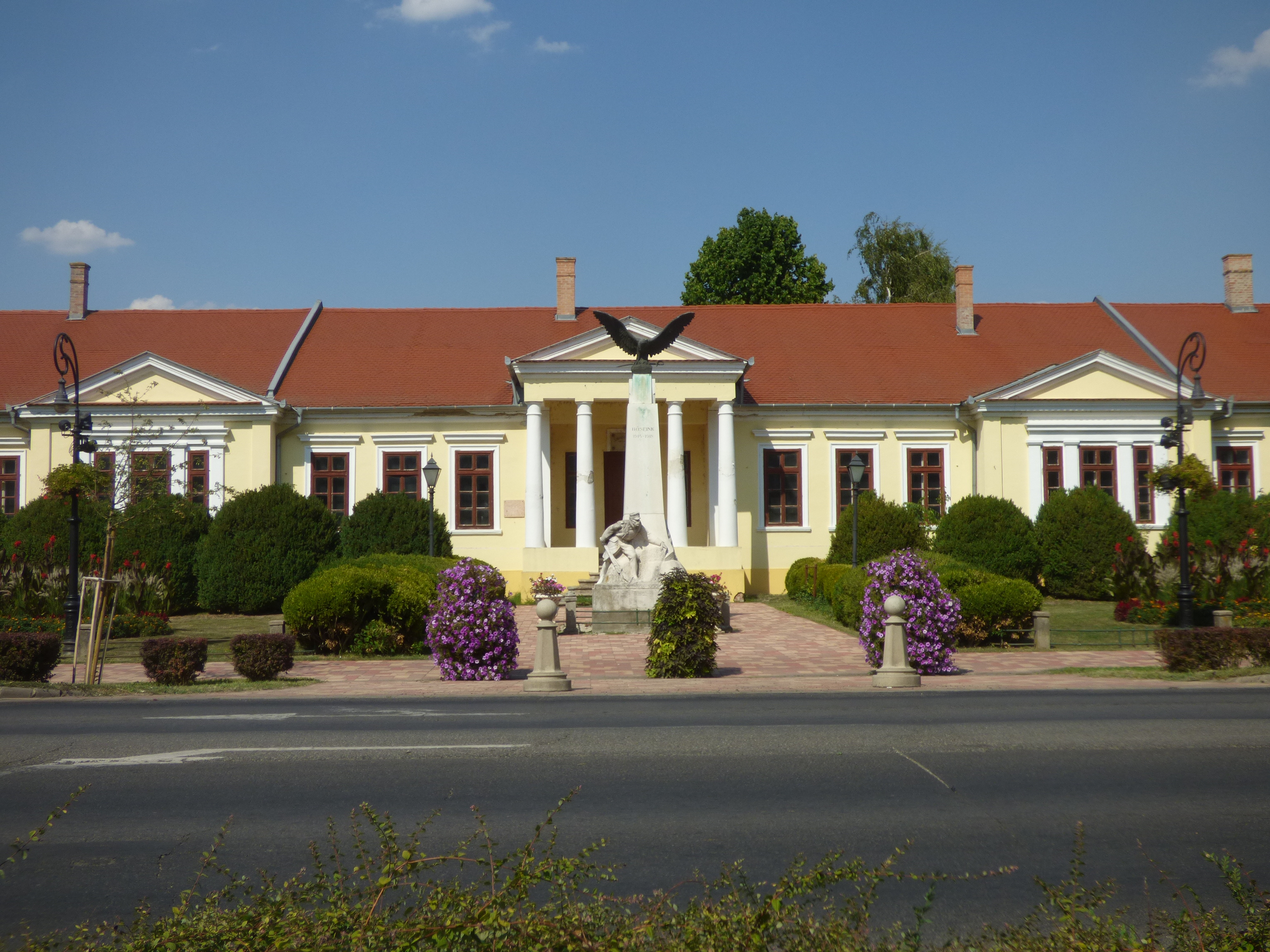
Mitrovszky kastély
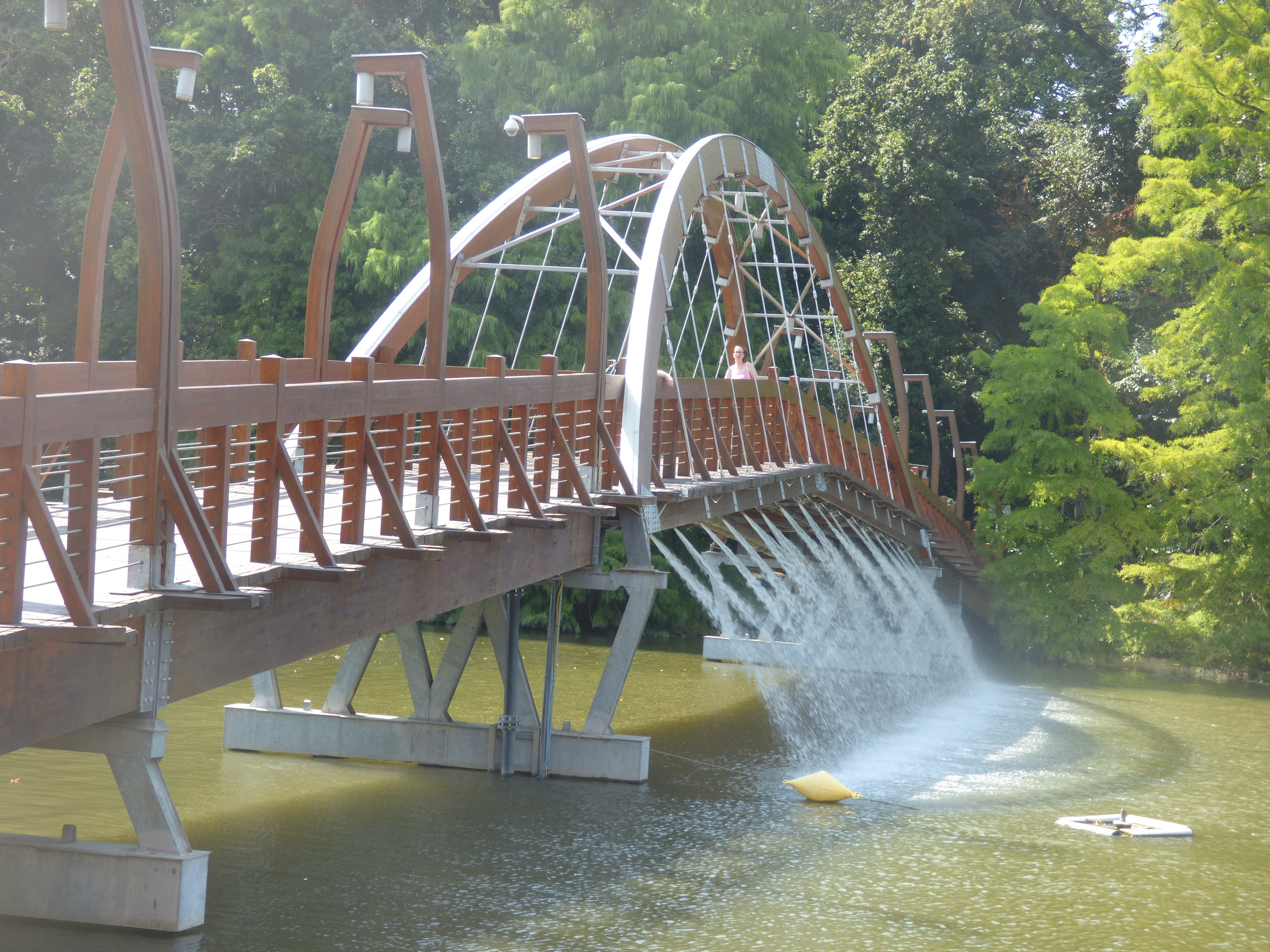
Az Erzsébet híd a Vízi Színház felől
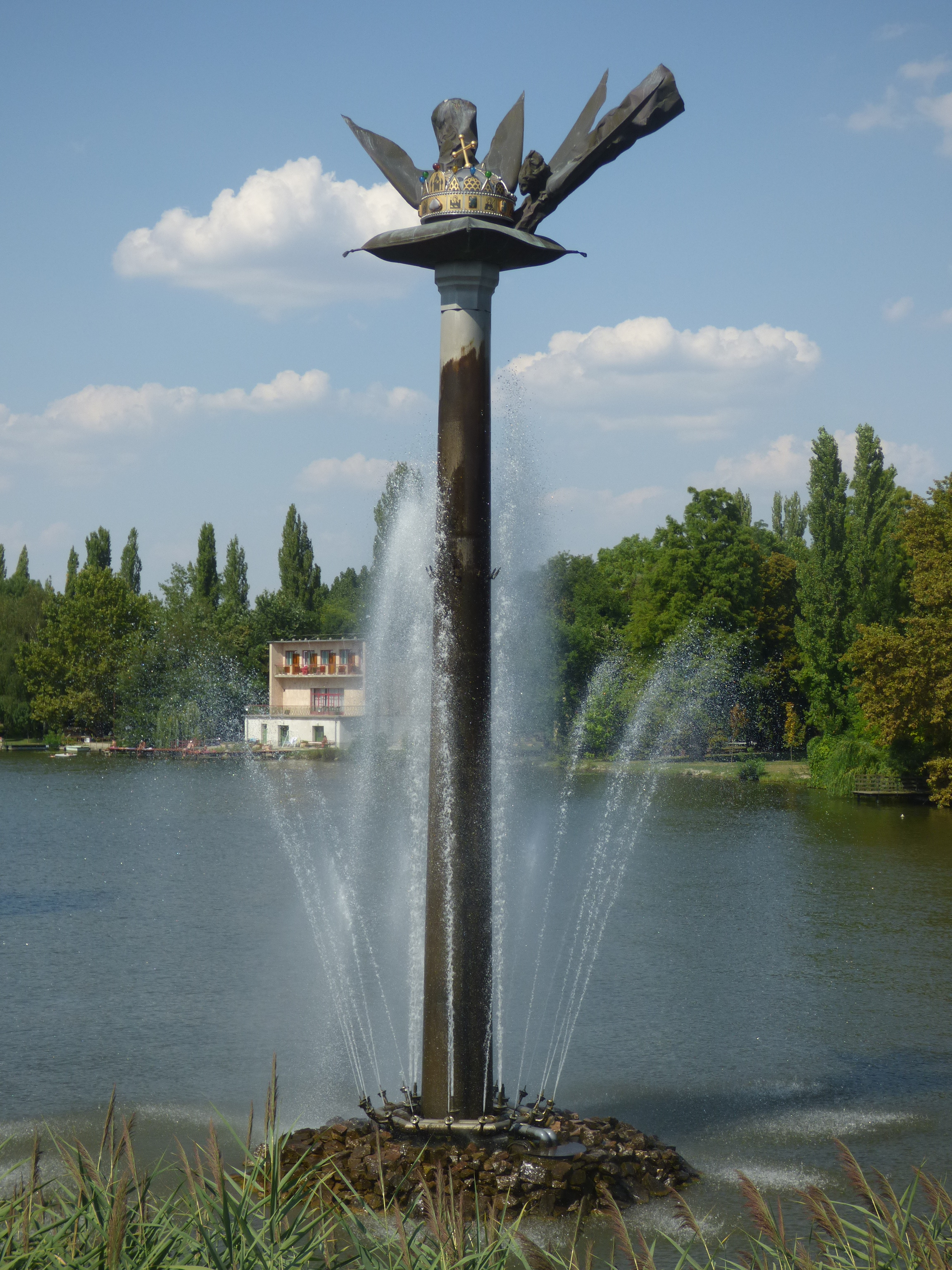
Millenniumi emlékmű
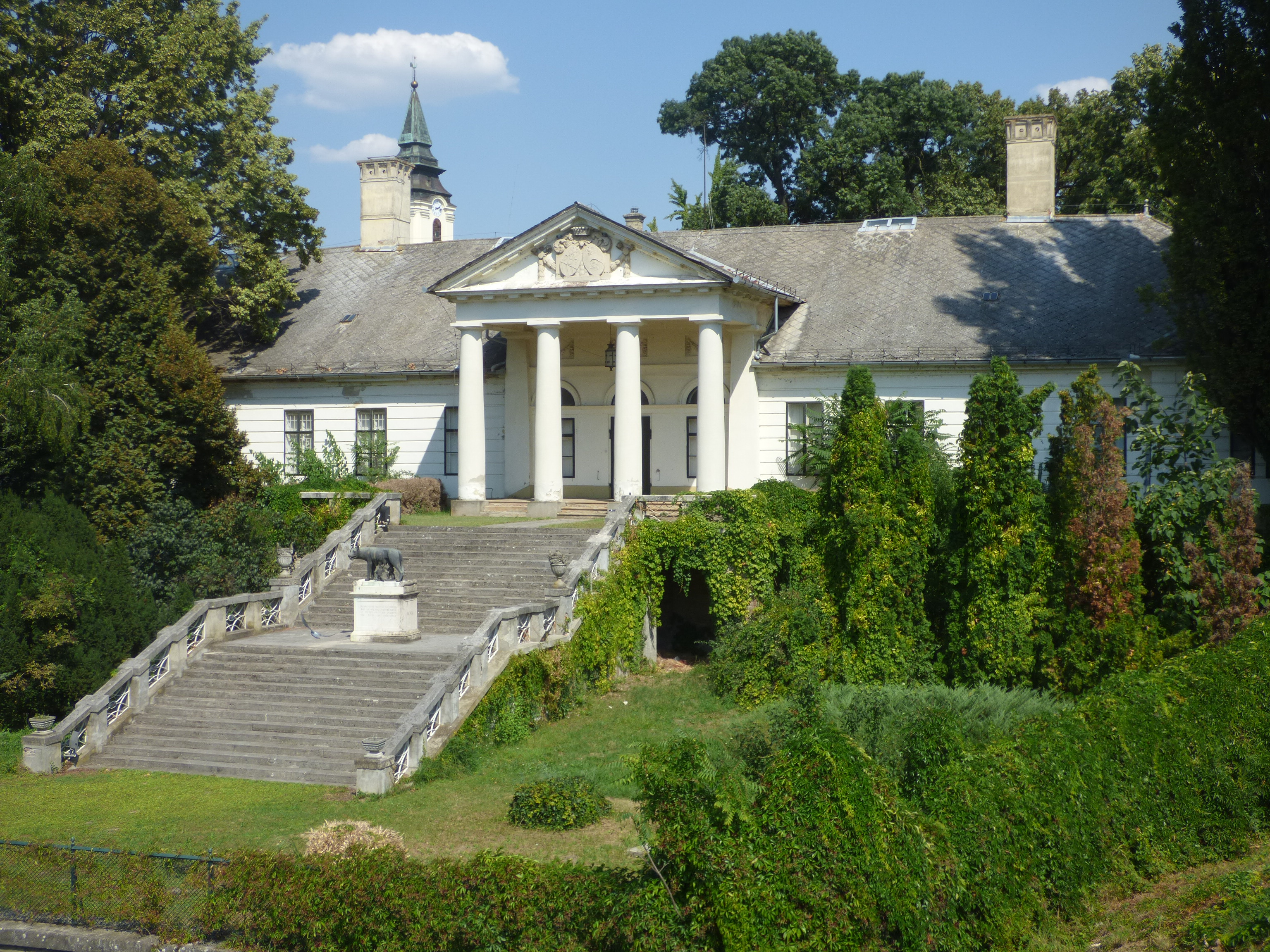
A Tessedik Sámuel Főiskola Rektori Hivatalának épülete a Holt-Körös hídjáról nézve
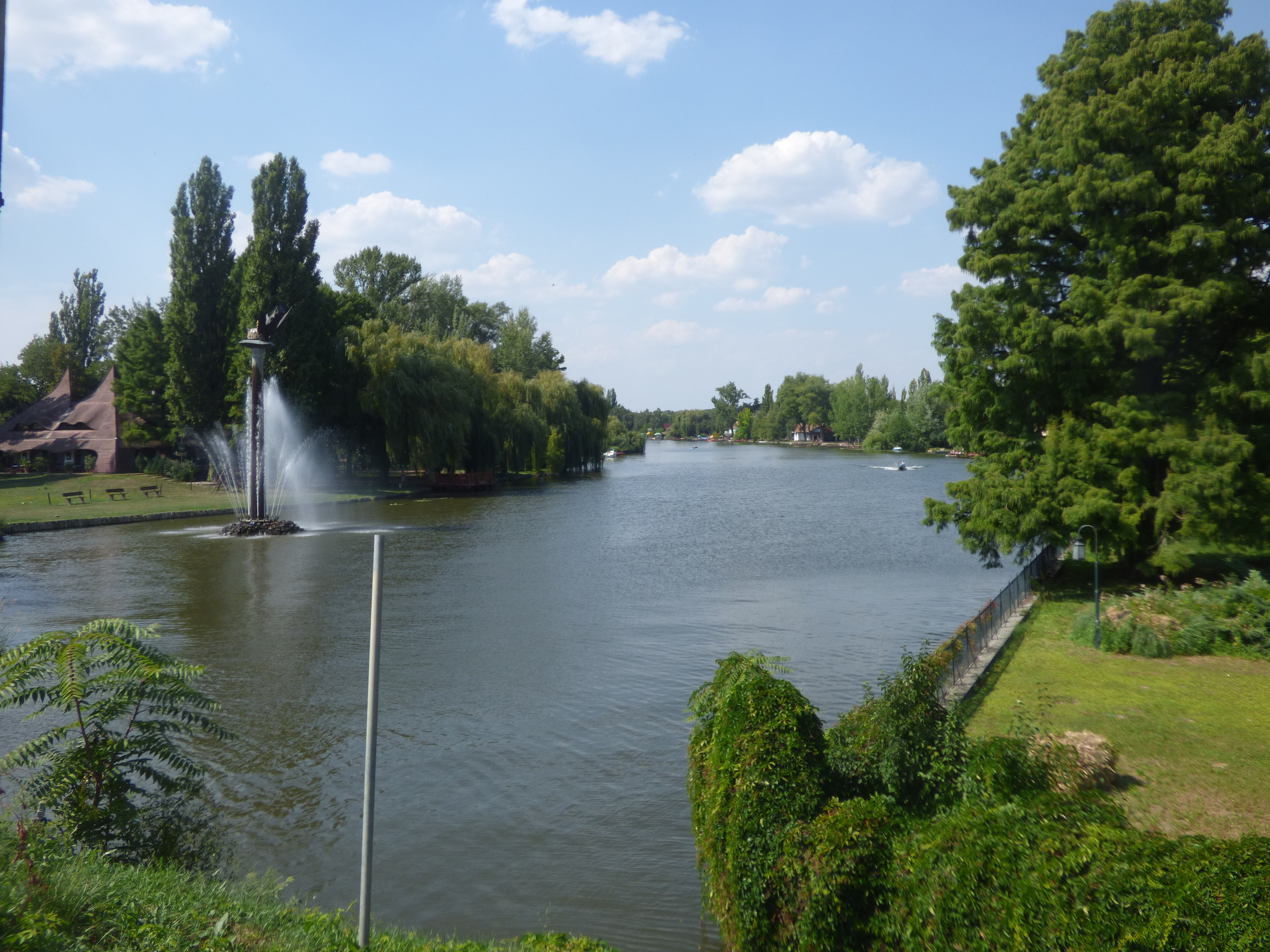
A Holt-Körös a hídról észak felé nézve
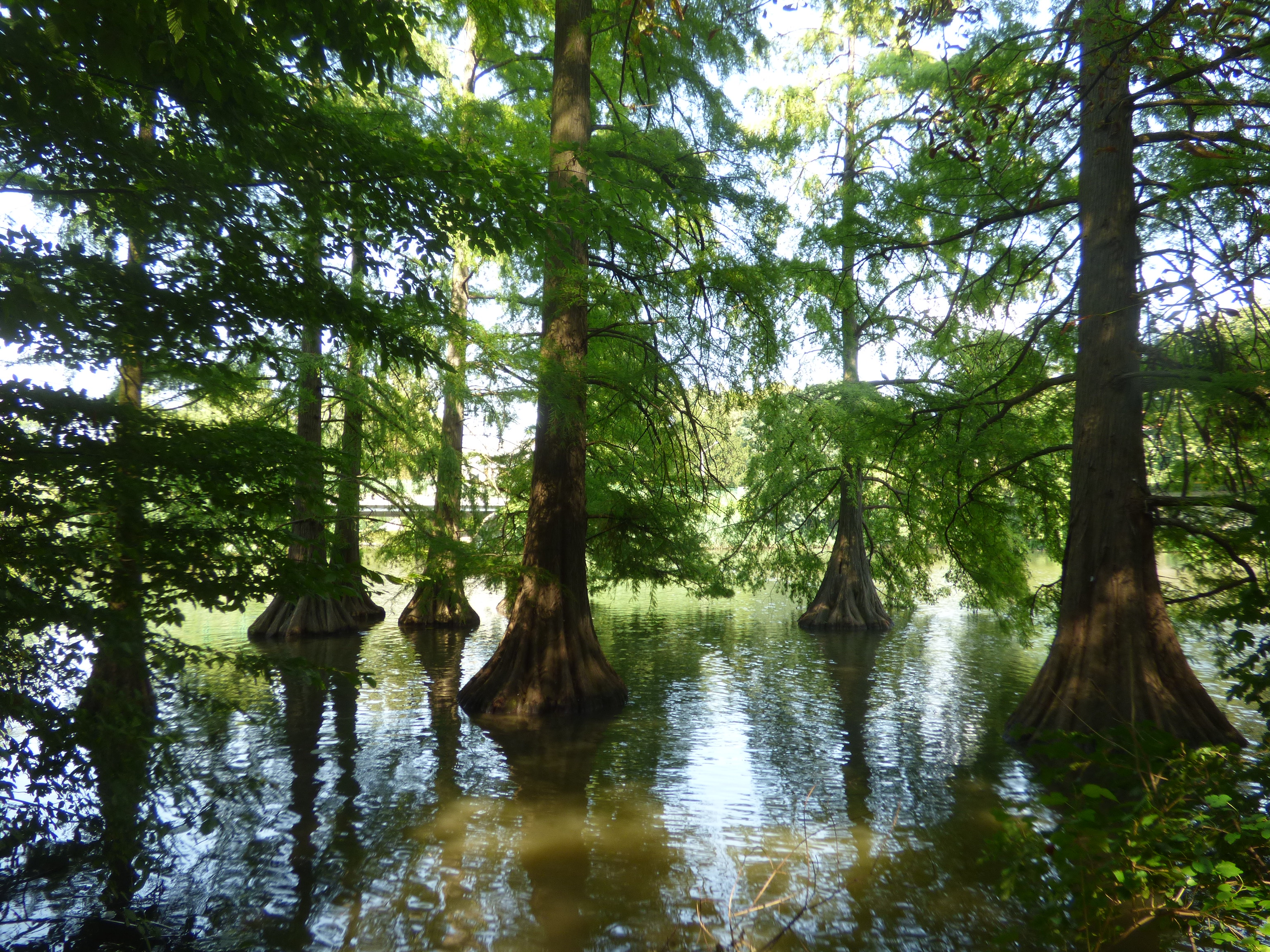
Virginiai mocsárciprusok a szarvasi Holt-Körös partján
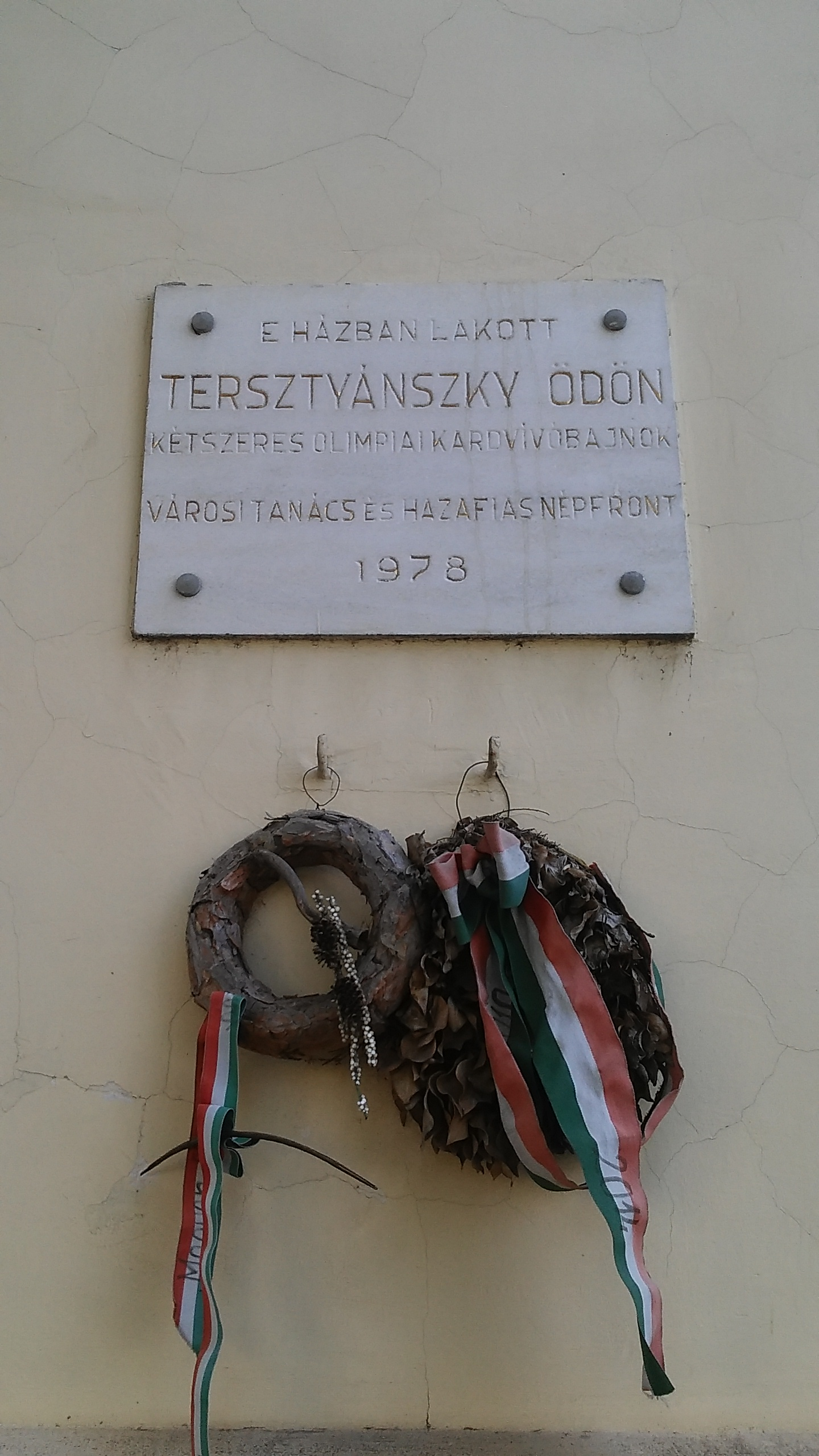
Tersztyánszky Ödön emléktáblája egykori lakóházának falán
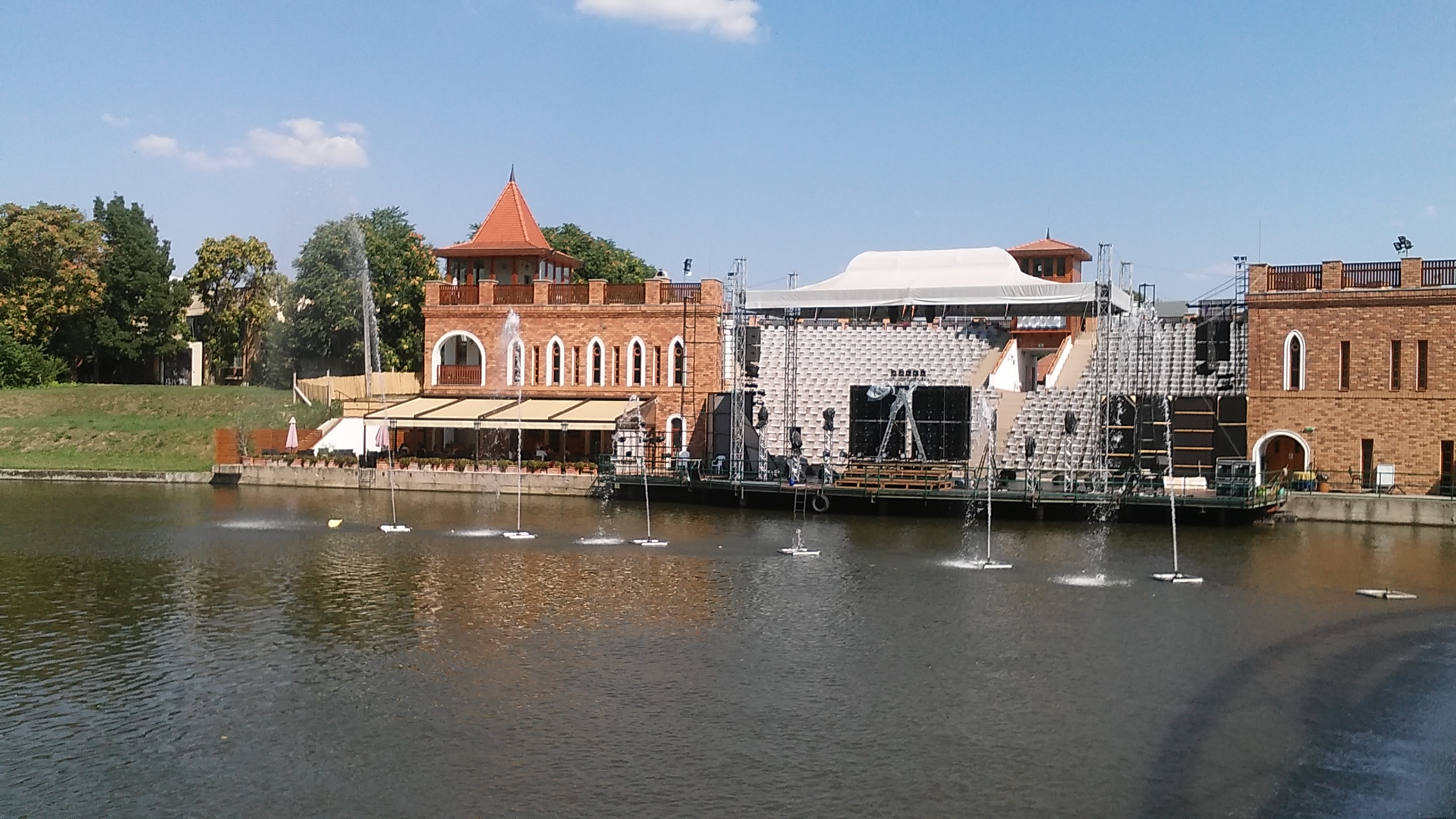
A Szarvasi Vízi Színház a Holt-Körös túlpartja felől
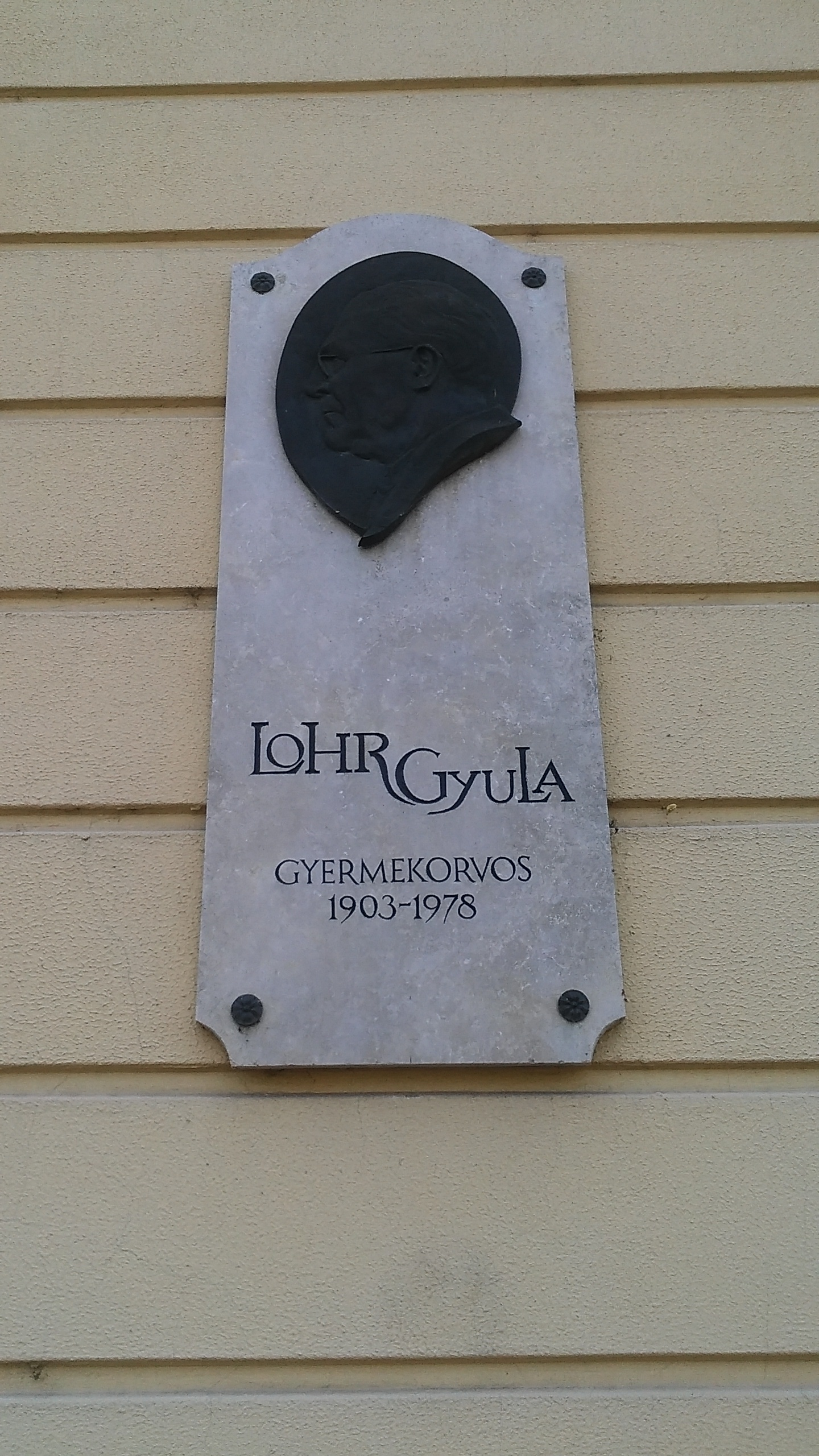
Lohr Gyula gyermekorvos emléktáblája
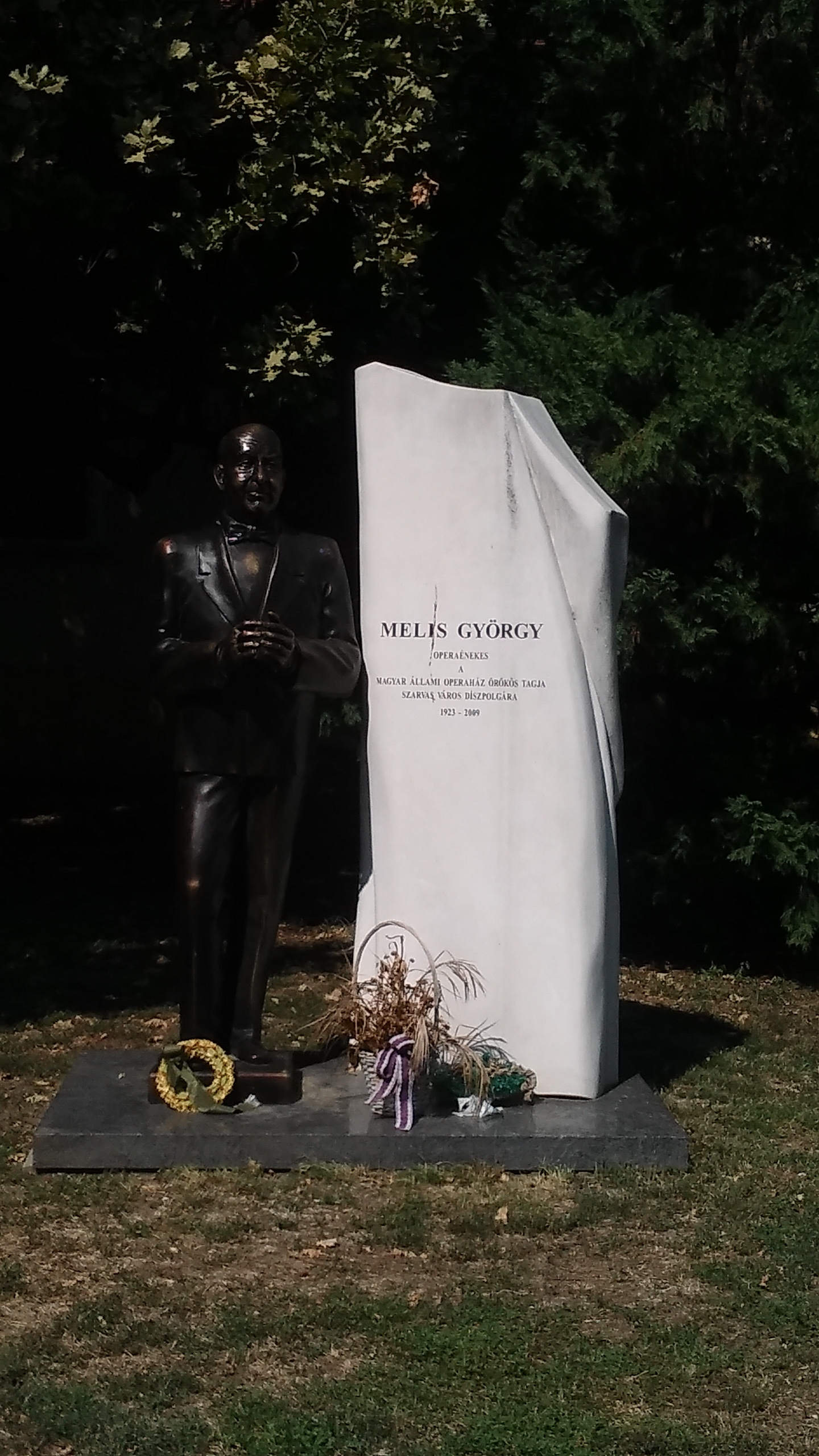
Melis György emlékműve
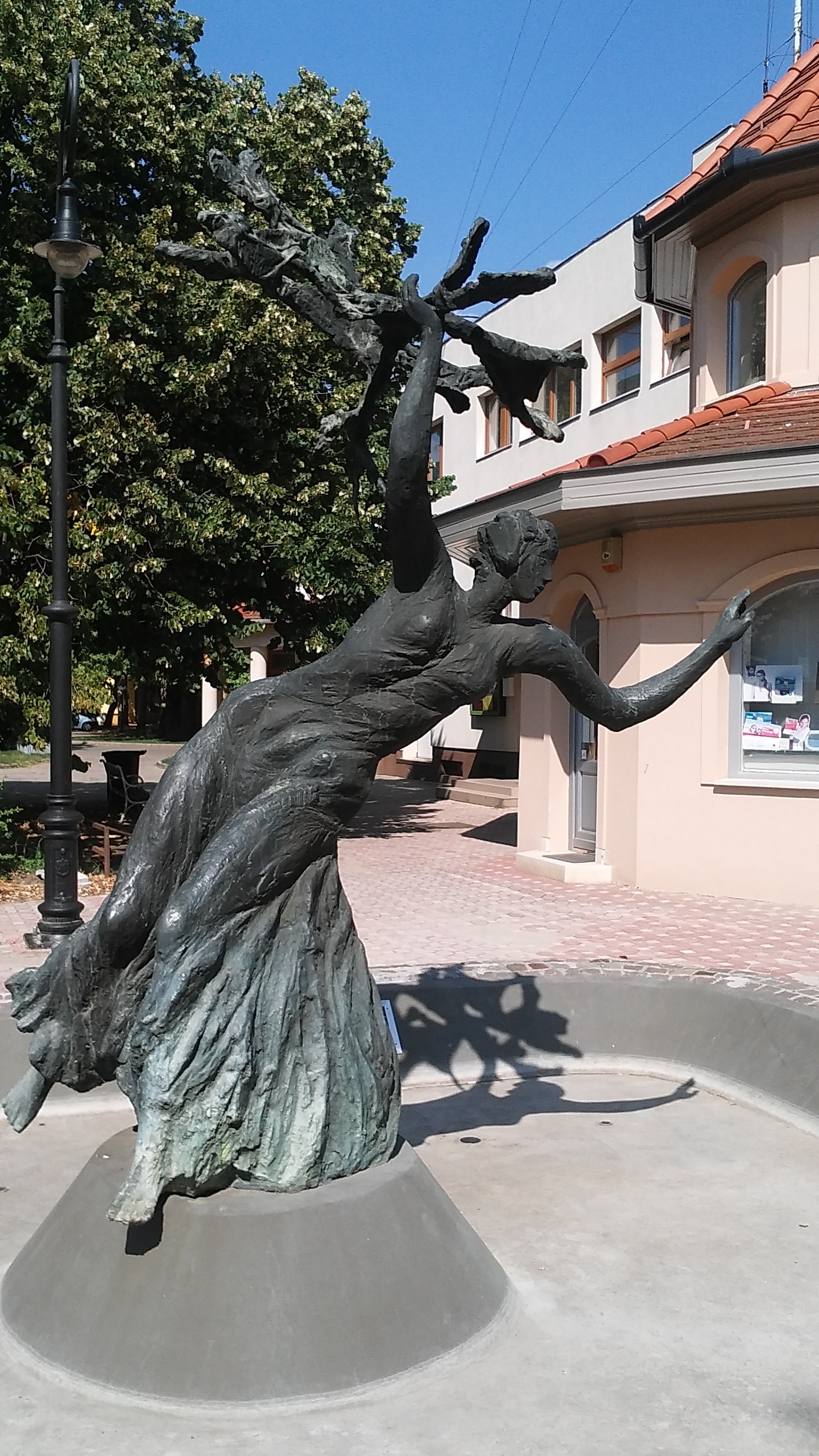
Nőalakos szobor a főút mellett
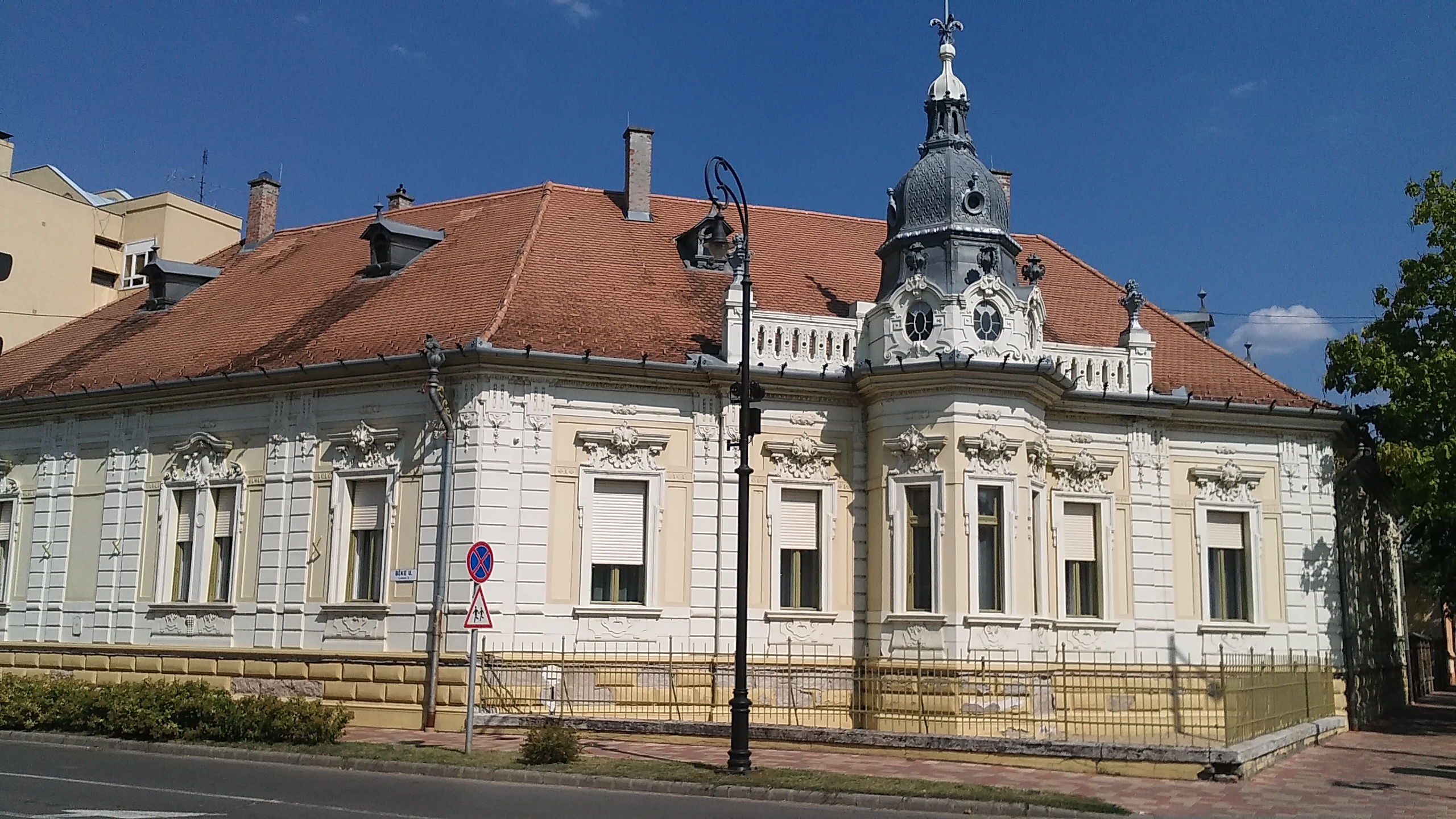
Jellegzetes saroképület Szarvason